# Луна-Парк (Буэнос-Айрес)
Стадион Луна Парк (исп. Estadio Luna Park) — многоцелевая арена или стадион расположенный в самом центре Буэнос-Айреса, Аргентина. Стадион расположен на углу проспекта Авенида Корриентес и Авенида Бушар; в районе Сан-Николас. Стадион построен по проекту архитектора венгерского происхождения Хорхе Калная. Первоначально на стадионе проводились боксёрские и другие спортивные мероприятия. В 1950 году он был расширен для проведения шоу и концертов. На стадионе побывали известные на международном уровне личности, в том числе Папа Иоанн Павел II, несколько балетных групп, проводились чемпионаты по теннису и волейболу, чемпионаты мира по боксу. Арена принимала в 1950 году Чемпионат мира по баскетболу 1950 и финал чемпионата мира 1990 года по баскетболу и в 1976 году Межконтинентальный кубок по баскетболу. Арена принимала гонки «Шесть дней в Буэнос-Айресе».

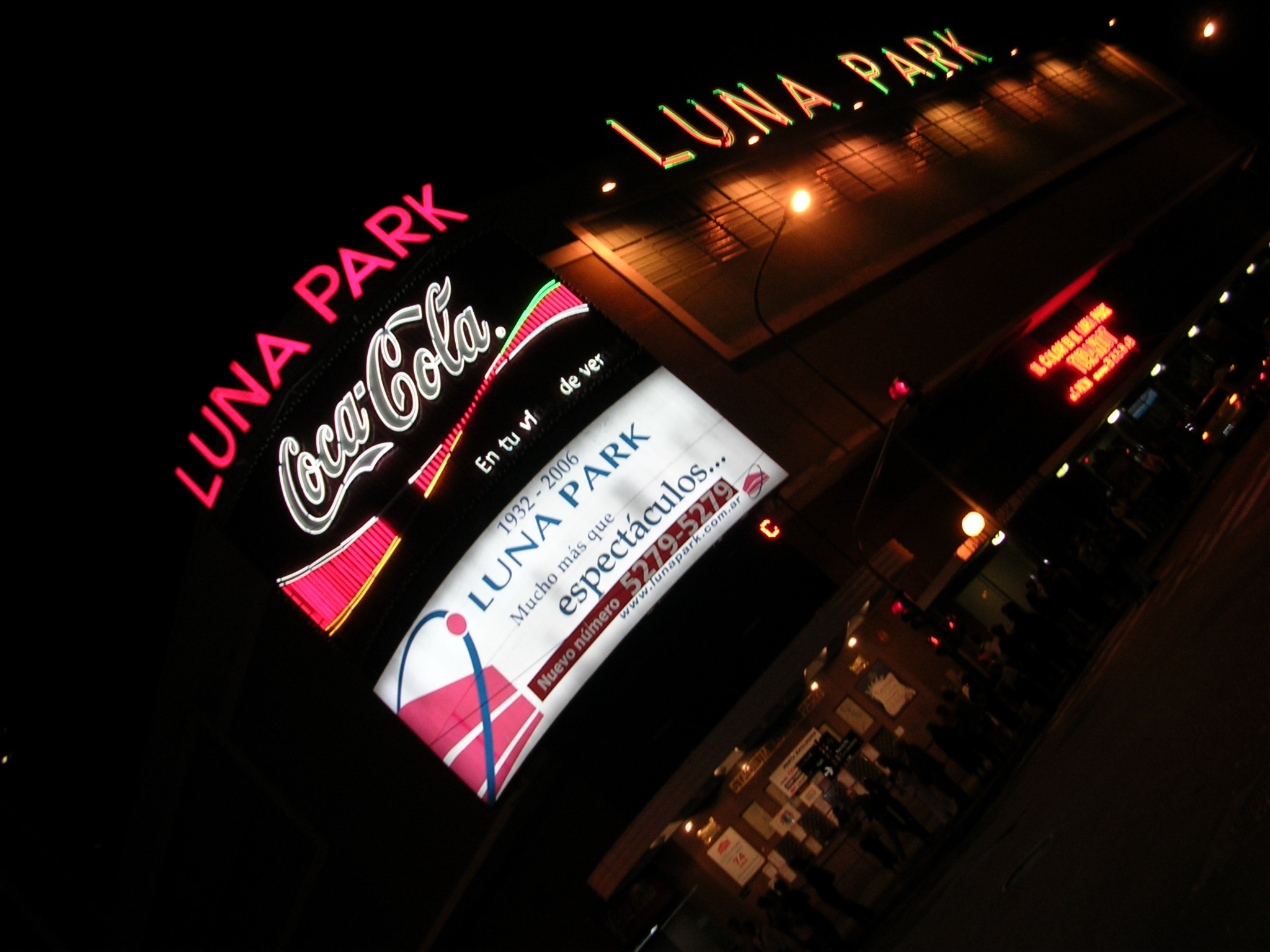
Луна-парк в ночное время

В 1980 году он получил специальное упоминание в Premios Konex за его важный вклад в аргентинский спорт. В феврале 2007 года декретом города под номером 123/07 стадион был объявлен национальным историческим памятником.

## История

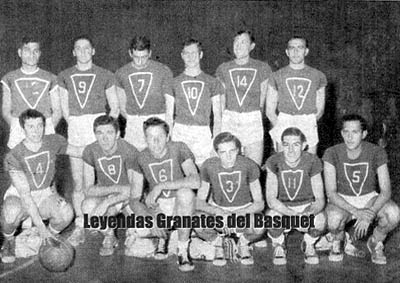
Баскетбольная команда «Club Atlético Lanús» перед игрой в Луна-парке. 1958 год

В начале двадцатого века, Буэнос-Айрес был населен тысячами иммигрантов из Европы. Кроме того, там было обилие туристов из Северной и Южной Америки. В 1910 году итальянский купец Доминго Пейс построил Луна-парк, в то время это была открытая уличная ярмарка в центре города. К 1920 году парк аттракционов стал детской площадкой аристократов и богатых горожан. Со сменой обстоятельств, парк начал терять популярность и к 1929 году, многие из аттракционов были заброшены.
В 1931 году Исмаэль Пейс (сын Доминго) и легенда бокса Хосе Пепе Лектур приобрели эту землю у города. Пейс планировал создать спортивную арену в подобную Мэдисон Сквер Гарден и Берлинскому дворцу спорта. Перед открытием в 1932 году, стадион получил три названия: «Стадион Корриентес и Бушар», затем стал «Дворцом спорта», прежде чем остановились на названии «Estadio Luna Park» — «Стадион Луна Парк» (в память о бывшем парке развлечений, в настоящее время снесён).
Стадион был открыт в феврале 1932 года. На арене каждую субботу проходили матчи по боксу, первый матч состоялся 5 марта 1932 года. В это время, арена вмещала 22.000 зрителей. Во время Второй мировой войны, арена стала местом проведения многих нацистских и фашистских митингов. В 1944 году на стадионе проводилась благотворительная акция и тогда арена стала местом первой встречи Евы Дуарте и Хуана Перона.
В 1950-е годы, популярность стадиона начала снижаться. На Лектура и Пейса было оказано давление со стороны администрации города с целью получения большей прибыли. В 1951 году началась реконструкция стадиона в стиле ар-деко, на большей части стадиона проводились ремонтные работы и прибыль ещё больше упала. Реконструкция стадиона закончилась одновременно со смертью его владельцев, Пейса и Лектура. Право собственности перешло сыну Лектура, Хуану Карлосу Лектуру. Известный как «Тито», новый владелец преобразовал арену в место для проведения концертов и стадион стал главным местом проведения концертов аргентинской рок-музыки.
В 2007 году стадион был объявлен Национальным историческим памятником. После того, как в течение 80 лет семья Лектур владела стадионом, она отказалась на прав на стадион. После смерти жены Тито, Эрнестина Девеччи Лектур (в 2013 г.), передала право собственности на стадион организации Sociedad Salesiana de San Juan Bosco y a Cáritas Argentina.

## Записи песен
- 4 марта, 2008, американская рок-группа «Dream Theater» записала песню «Panic Attack» вышедшую на CD и DVD для альбома «Chaos in Motion 2007—2008». Они вернулись сюда в 2012 году для записи песни «Live at Luna Park».
- 29 мая, 2013 финская певица Тарья Турунен здесь записала песню «Luna Park Ride».
- Эмир Кустурица & No Smoking Orchestra выпустили в 2005 году на DVD песню «Live Is A Miracle In Buenos Aires», записанную на арене Луна Парк.

## Знаменательные концерты
- Дайана Росс
- Tokio Hotel
- Бьорк
- Ринго Старр
- Лаура Паузини
- Дэвид Бирн
- Blur
- Ha*Ash
- Martina Stoessel
- Franz Ferdinand
- Pixies
- A-ha
- Backstreet Boys
- Аланис Мориссетт
- Erasure
- Фрэнк Синатра
- Питер Фрэмптон
- Лучано Паваротти
- Red Hot Chili Peppers
- Hanson
- Judas Priest
- Тарья Турунен
- Nine Inch Nails
- Марк Нопфлер
- Oasis
- Нелли Фуртадо
- Duran Duran
- ZZ Top
- The White Stripes
- Arctic Monkeys
- The B-52s
- Pet Shop Boys
- Эмир Кустурица и The No Smoking Orchestra
- Том Джонс
- Megadeth
- The Rasmus
- Хулио Иглесиас
- Энрике Иглесиас
- Шакира
- Pat Metheny Group
- RBD
- Scorpions
- Whitesnake
- UB40
- Thirty Seconds to Mars
- Dave Matthews Band
- Maroon 5
- Джон Мейер
- G3
- Dream Theater
- Марко Антонио Солис
- Ивечи Сангалу
- Stone Temple Pilots
- Дэдди Янки
- Super Junior
- Сара Брайтман
- Quiet Riot
- The Wailers
- Placebo
- Чайян
- KoRn
- SHINee
- Heaven & Hell
- Roxette
- Deep Purple
- Creedence Clearwater Revisited
- Simply Red
- Джеймс Браун
- Би Би Кинг
- Джосс Стоун
- The Cranberries
- Nightwish
- Il Divo
- Моррисси
- Empire of the Sun
- Faith No More
- Эд Ширан
- Джеймс Блант
- Уиз Халифа
- Capital Cities
- Queens of the Stone Age
- Майкл Болтон
- Питер Сетера
- Noel Gallagher's High Flying Birds

Другие артисты выступали на арене Луна Парк: Blue Man Group, Гарлем Глобтроттерс, здесь проходили и другие события — свадьба Диего Марадоны (1989) и похороны Карлоса Гарделя (1935), Хулио Соза (1964) и Ринго Бонавена (1976).

## Галерея

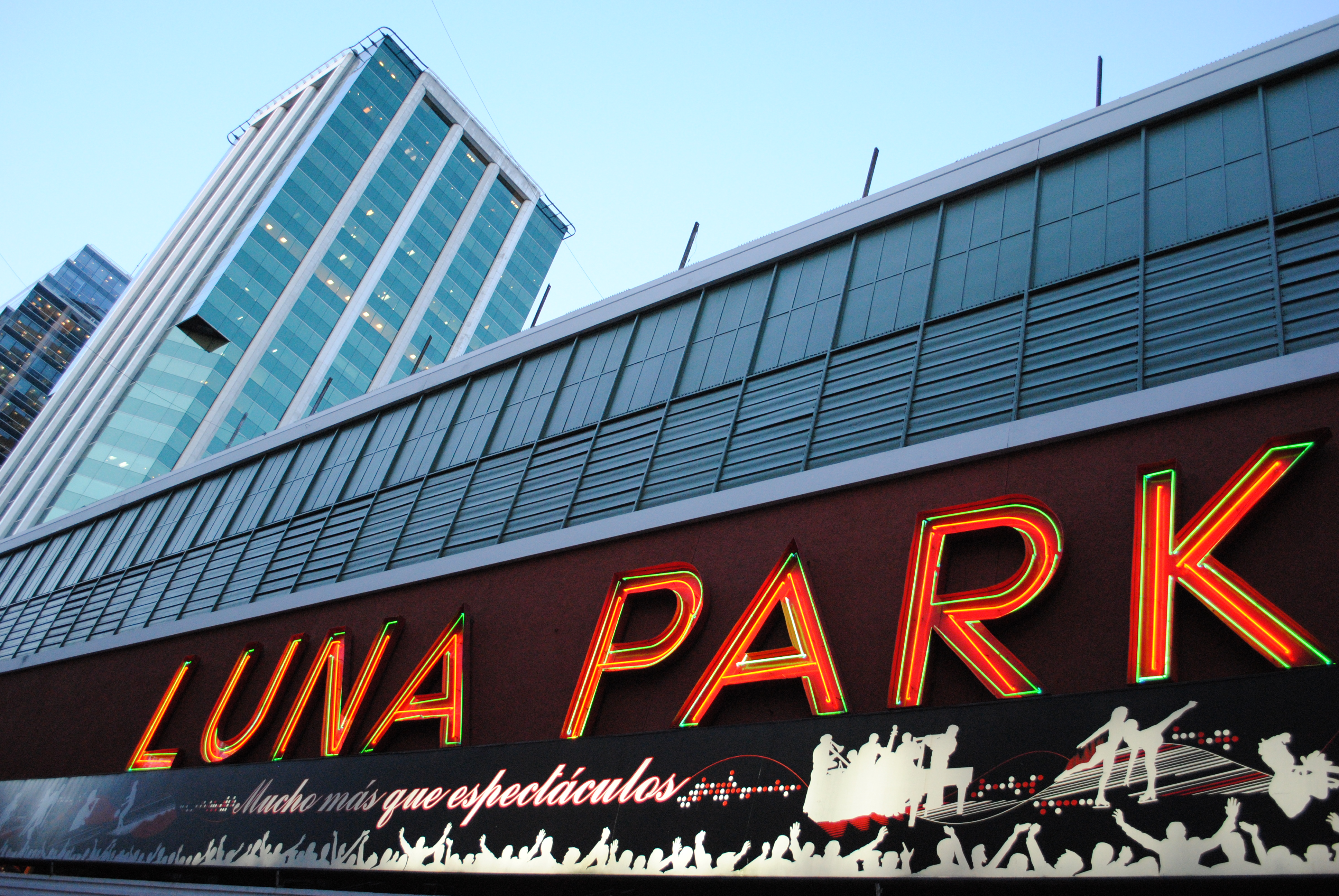
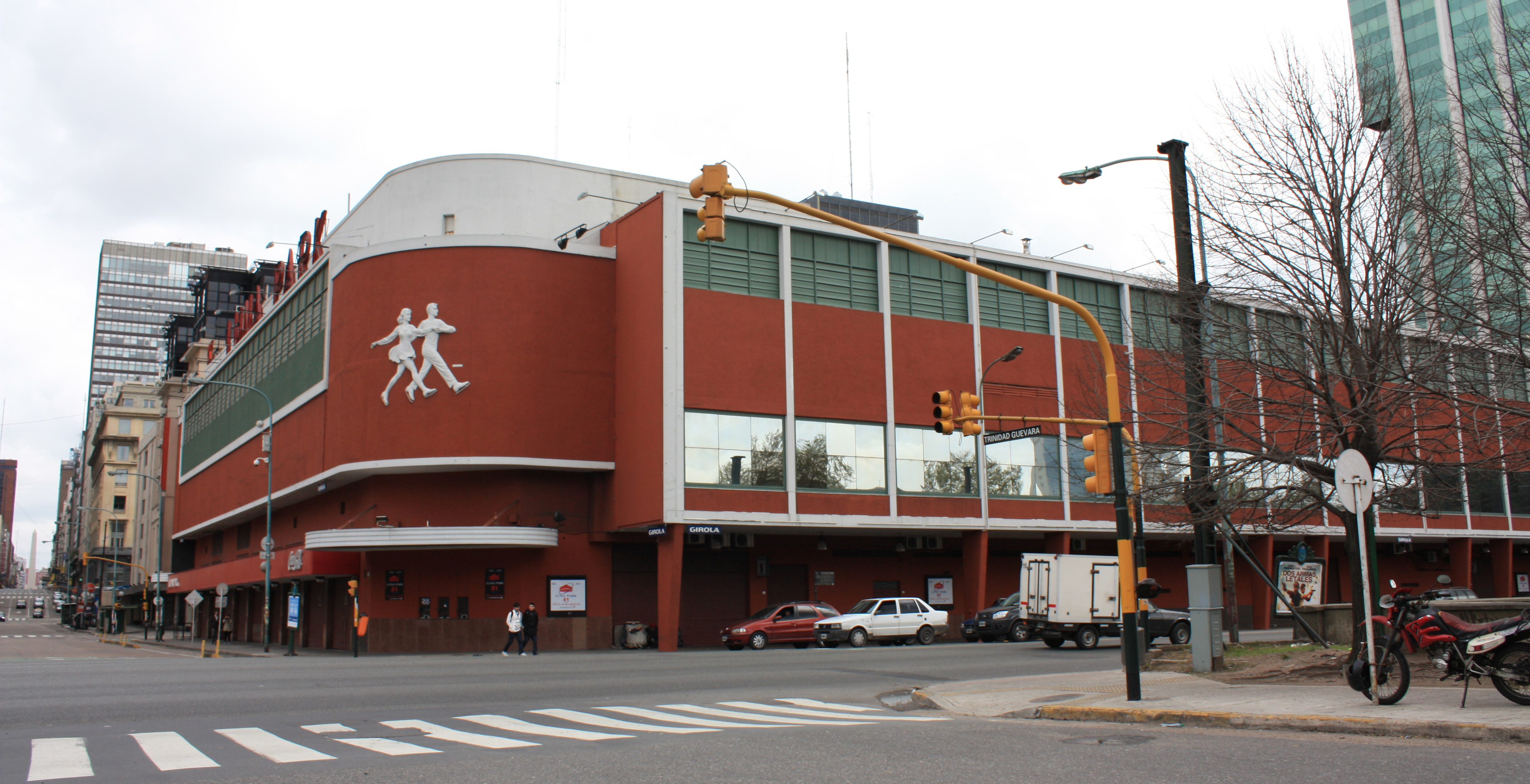
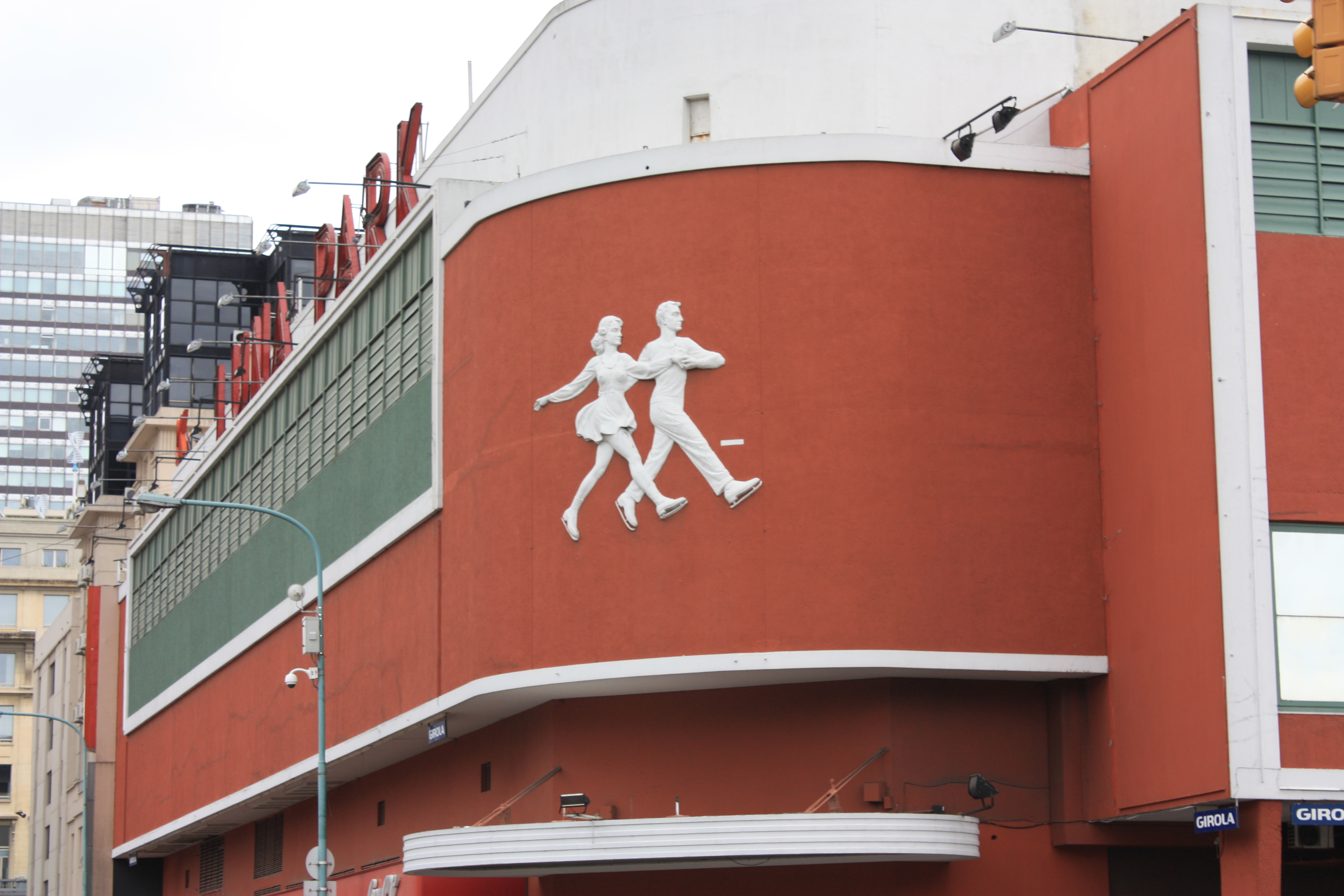
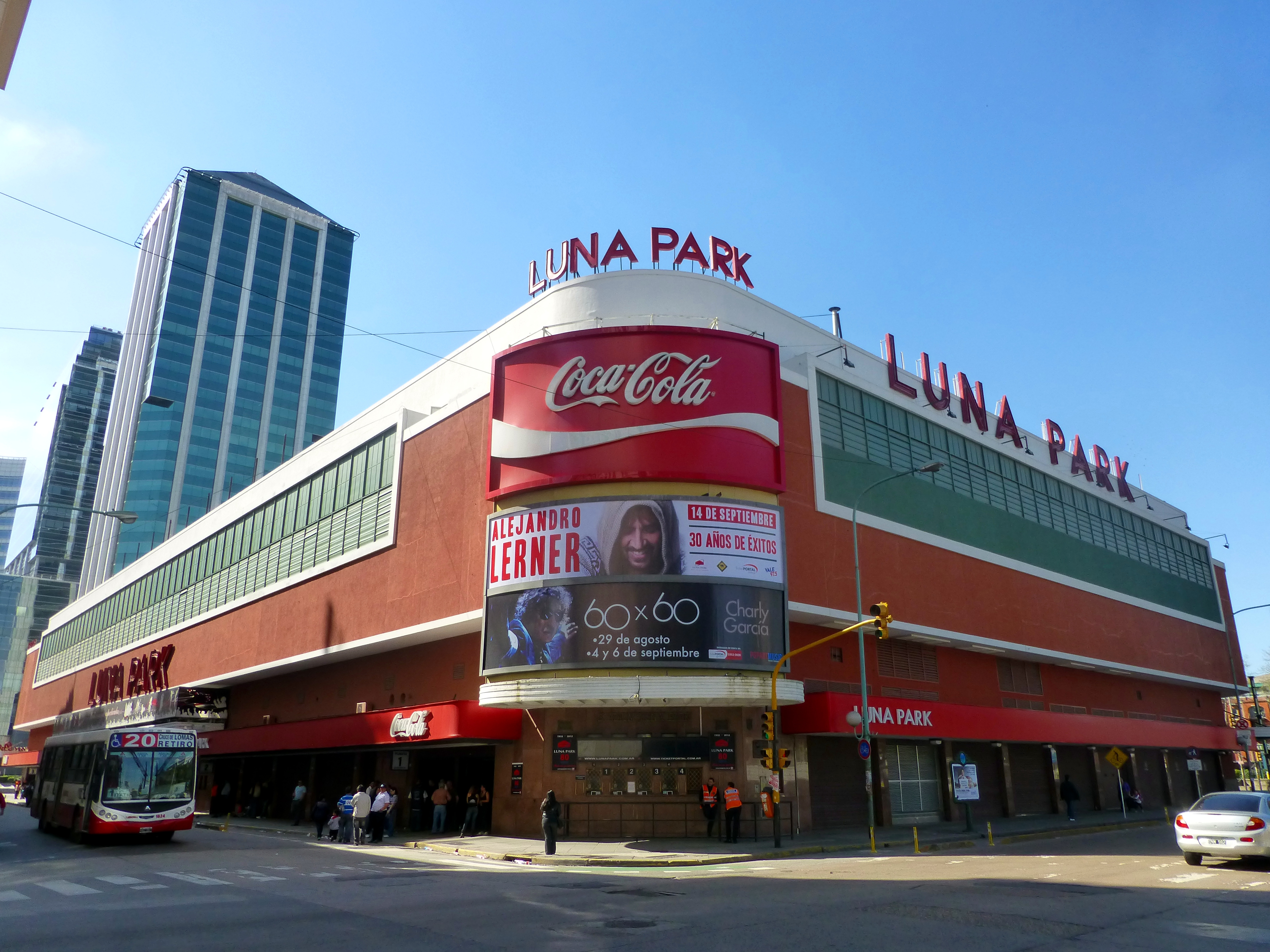
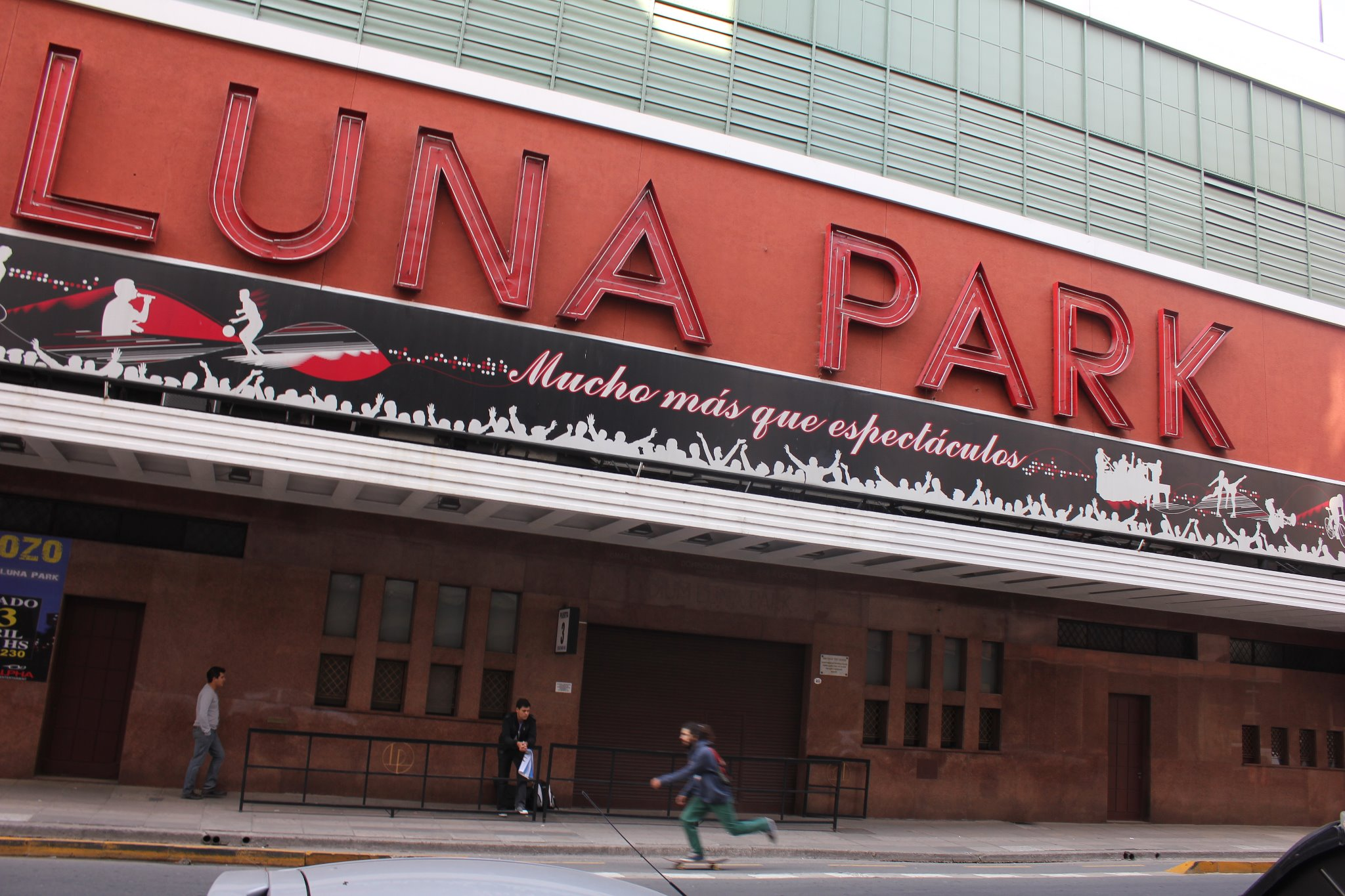
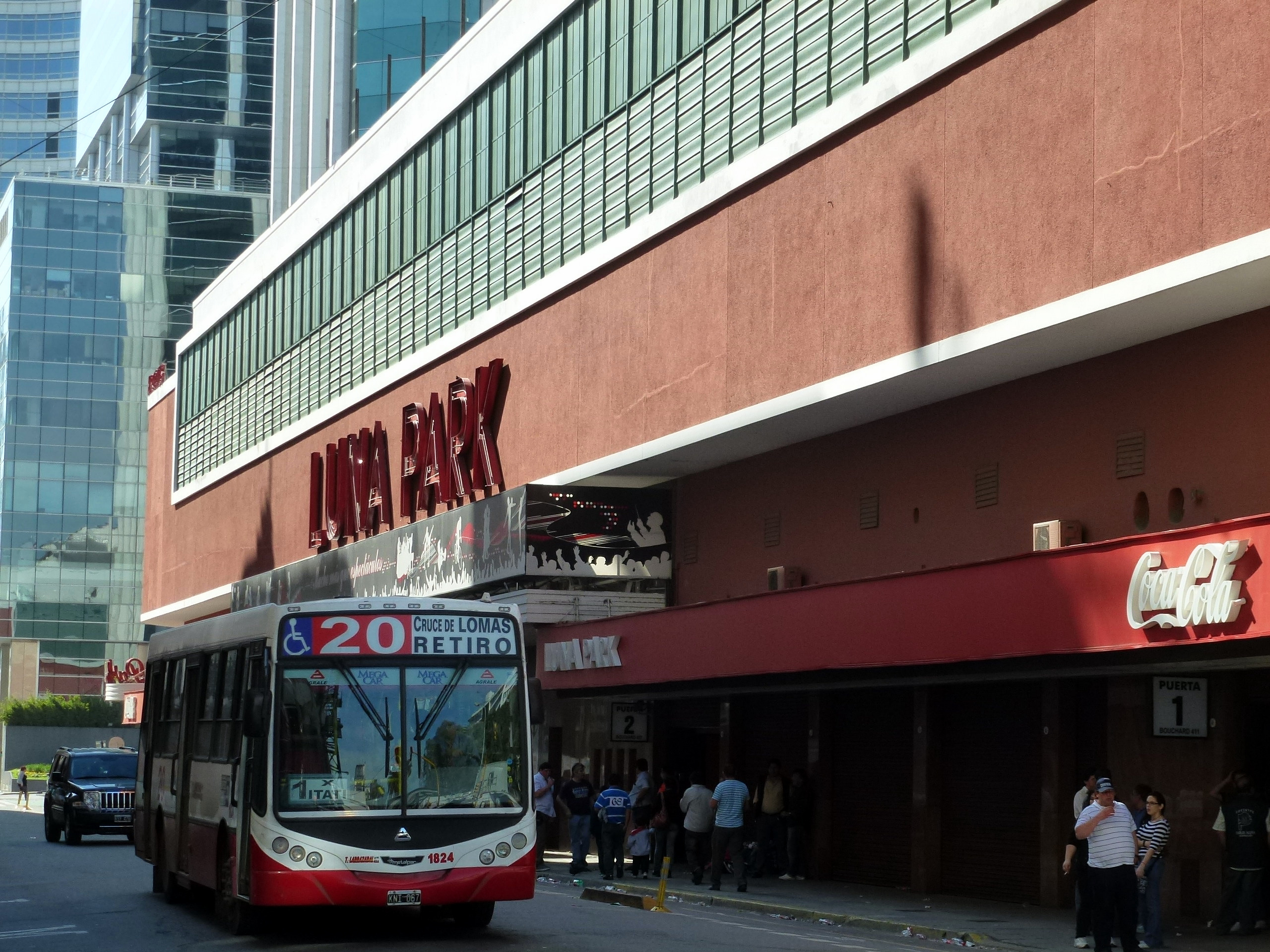